# Pep Codó i Masana
Pep Codó i Masana   (Sant Cugat del Vallès i Sant Cugat del Vallès, 1946) és un escultor català. Va aprendre l’ofici de guixaire amb el seu pare i el modelat i la construcció de maquetes, fins que entrà en el mon de l'escultura.

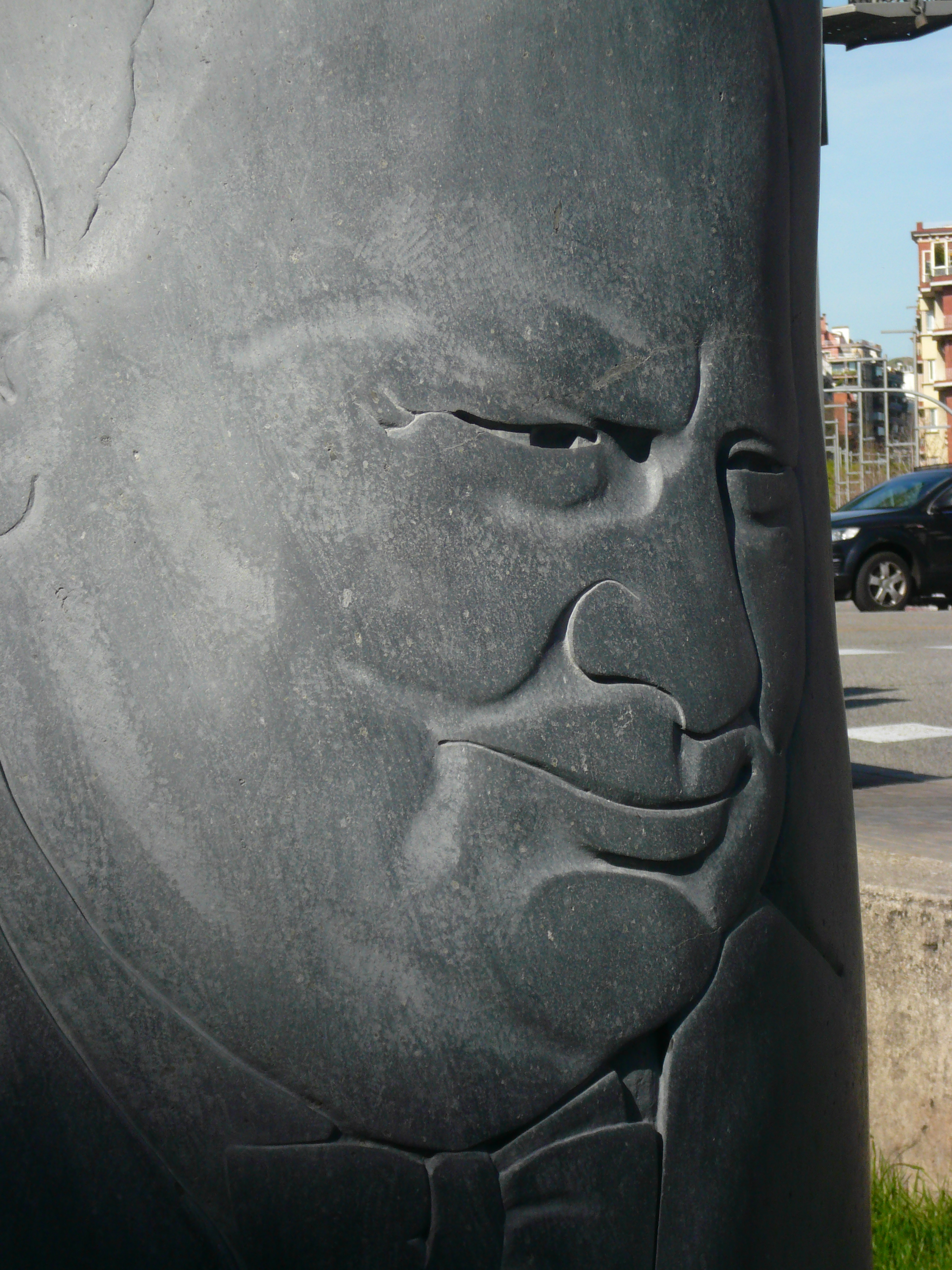
Escultura pública del 2012, en homentage a Winston Churchill

Amb estudis a la Massana, va començar a exposar el 1963. Gabriel Ferrater li va dedicar l'últim escrit sobre art que va realitzar abans de la seva mort. El 1985 es va trobar amb Jorge Oteiza a Madrid, a Arco-85. El 1988 va residir a Nova York a casa de l'escultor Xavier Medina Campeny. El 2001 va presentar la exposició Pedra i Ferro al monestir de Sant Cugat on va mostrar caps adornats amb uns traços mínims. El 2003 va residir a Corea del Sud.
Entre les seves obres públiques destaquen la escultura del parc Kionggi, a Corea del Sud; “Diàleg”, pedra basàltica de Castellfollit de la Roca, ubicat a la plaça de l'Auditori de Sant Cugat, una mena de moai de l'illa de Pasqua, i ‘la Rosa dels Vents’ del Turó de Can Mates. El 2012 va crear un monòlit de 2,2 metres de pedra basàltica de la Garrotxa en format cilíndric amb ondulacions en els Jardins de Winston Churchill, al districte de Sarrià-Sant Gervasi de Barcelona, homenatge a Winston Churchill.